# Sant Antolí y Vilanova
Sant Antolí y Vilanova es un pueblo de 136 habitantes perteneciente al municipio de Ribera de Ondara (Segarra), del cual es el jefe administrativo, en la provincia de Lérida en Cataluña. Está situado en la ribera izquierda del río Ondara.
El pueblo está compuesto por dos antiguos núcleos. El más antiguo, Sant Antolí, está formado por unas callejuelas, que antiguamente fueron cerradas por dos portales, con la antigua iglesia de Sant Antolí , en la cima. También se conserva una parte del antiguo castillo de traza gótica.
El nuevo núcleo llamado Vilanova de Sant Antolí, está comunicado por un puente sobre el río Ondara. Pasaba de por medio la carretera que va a Talavera, hasta que se creó una pequeña variante. En 1950 se construyó la nueva iglesia parroquial de Santa María de Sant Antolí.

## Geografía humana

### Demografía
| Gráfica de evolución demográfica de Sant Antolí y Vilanova entre 1842 y 1970 |
| |
| Población de derecho según los censos de población del INE Población de hecho según los censos de población del INEEntre el censo de 1857 y el anterior, crece el término del municipio porque incorpora a 255071 (Briansó), 255243 (Monpalau), 255254 (Montfar), 255291 (Pomar) Entre el censo de 1981 y el anterior, este municipio desaparece porque se agrupa en el municipio 25905 (Ribera de Dondara) |

La antigua jurisdicción pertenecía al conde de Erill. Hasta 1972 fue un municipio independiente, cuando se unió a Sant Pere dels Arquells, para formar el nuevo municipio de Ribera de Ondara.
El antiguo término municipal de Sant Antolí incorporó, a mediados del siglo XIX, los pueblos de Montlleó, Briançó, Montpalau, Montfar y Pomar.